# Boskovštejn
Boskovštejn (in tedesco Boskowstein) è un comune della Repubblica Ceca facente parte del distretto di Znojmo, in Moravia Meridionale.

## Principali costruzioni
- Fortezza Boskovštejn.